# 吕妙霞
吕妙霞（1968年7月—），河南孟津人，汉族，无党派人士。中华人民共和国政治人物、第十三届全国人民代表大会河南省代表。孟津县京孟种植专业合作社理事长。

## 生平
2018年，吕妙霞被选为河南省出席第十三届全国人民代表大会代表。